# Franz Marszalek
Franz Marszalek (Breslavia, 2 agosto 1900 – Colonia, 28 ottobre 1975) è stato un direttore d'orchestra e compositore tedesco.

## Biografia
Nato a Breslavia, allora parte della Germania e oggi in Slesia (Polonia), iniziò gli studi musicali nella sua città natale per trasferirsi poi a Berlino nel 1933. Si trasferì poi a Colonia dove diresse l'Orchestra della radio di Colonia dal 1949 al 1965, con un'enfasi particolare nel settore dell'operetta eseguendo principalmente opere di Eduard Künneke, che eseguì spesso in concerto registrando anche dei dischi con l'Orchestra della radio di Colonia e con l'Orchestra sinfonica di Colonia.